# لادیسلاف شیمونک
لادیسلاف شیمونک (چکی: Ladislav Šimůnek؛ ۴ اکتبر ۱۹۱۶ – ۷ دسامبر ۱۹۶۹) یک بازیکن فوتبال اهل چکسلواکی بود.

## باشگاهی
از باشگاه‌هایی که در آن بازی کرده‌است می‌توان به باشگاه فوتبال اسلاویا پراگ اشاره کرد.

## تیم ملی
وی سابقه ۴ بازی در تیم ملی فوتبال چکسلواکی را در کارنامه دارد.